# لي هونغ ليم
لي هونغ ليم (بالصينية: 李康廉) (29 سبتمبر 1983 بالمقاطعة الشمالية في الصين - ) هو لاعب كرة قدم صيني في مركز الدفاع. شارك مع منتخب هونغ كونغ لكرة القدم. أما مع النوادي، فقد لعب مع نادي جنوب الصين ونادي تاي بو ونادي إيسترن سبورتس وهونغ كونغ بيغاسوس ‏.

## وصلات خارجية
- لي هونغ ليم على موقع قاعدة بيانات كرة القدم.إي يو (الإنجليزية)
- لي هونغ ليم على موقع Soccerway.com (الإنجليزية)